# Fernão do Pó
Fernão do Pó (15de eeuw) was een Portugees ontdekkingsreiziger. Rond 1472 ontdekte hij Kameroen en tal van andere landen in de Golf van Guinee (onder andere Bioko). Kameroen heeft zijn naam aan hem te danken, doordat hij er onder de indruk was van de grote garnalen (camarões). Het eiland Bioko is tussen 1494 en 1979 naar Fernão do Pó (Fernando Pó/Fernando Póo) genoemd geweest.